# Sidakaya
Sidakaya is een bestuurslaag in het regentschap Cilacap van de provincie Midden-Java, Indonesië. Sidakaya telt 10.702 inwoners (volkstelling 2010).